# صفصاف باكي
الصفصاف الباكي (باللاتينية: Salix sepulcralis) هجين بين الصفصاف البابلي (باللاتينية: Salix babylonica) والصفصاف الأبيض (باللاتينية: Salix alba) من جنس الصفصاف من الفصيلة الصفصافية (باللاتينية: Salicaceae).

## البيئة والانتشار
ينتشر في المشرق العربي وتركيا والبلقان ومعظم مناطق أوروبا.